# Barbara Rittner
Barbara Rittner (Krefeld, 25 april 1973) is een voormalig tennisspeelster uit Duitsland. Zij begon haar loopbaan in 1989. In 2005 speelde zij haar laatste wedstrijd. In de periode 2005–2017 leidde zij het Duitse Fed Cup-team. Van 2009 tot 2024 was zij hoofdtrainer bij de Deutscher Tennis Bund.

## Loopbaan
Op de WTA-tour won zij twee titels in het enkelspel. In 1992 won Rittner het toernooi van Schenectady en in 2001 won zij in Antwerpen. Zij was tevens driemaal verliezend finaliste. In 1992 nam zij deel aan de Olympische spelen in Barcelona – zij bereikte er de derde ronde. Zij behaalde op zowel Roland Garros als het Australian Open de vierde ronde, respectievelijk in 1996 en 2001. Haar hoogste notering op de WTA-ranglijst in het enkelspel was 24e (1 februari 1993).
In het dubbelspel won Rittner drie titels op de WTA-tour. Zij was daarnaast tienmaal verliezend finaliste. Zij kwam van 1991 tot en met 1995, in 1997 en van 2000 tot en met 2004 uit voor het Duitse Fed Cup-team – zij vergaarde daar een winst/verlies-balans van 19–22. In 1992 won zij met het team de finale tegen Spanje.

## Posities op deWTA-ranglijst
Positie per einde seizoen:
| jaar | rang enkelspel | rang dubbelspel |
| ---- | -------------- | --------------- |
| 1989 | 349            | 422             |
| 1990 | 110            | 246             |
| 1991 | 43             | 179             |
| 1992 | 29             | 42              |
| 1993 | 34             | 55              |
| 1994 | 40             | 154             |
| 1995 | 52             | 212             |
| 1996 | 47             | 72              |
| 1997 | 71             | 72              |
| 1998 | 66             | 100             |
| 1999 | 59             | 49              |
| 2000 | 101            | 134             |
| 2001 | 68             | 24              |
| 2002 | 66             | 62              |
| 2003 | 118            | 69              |
| 2004 | 233            | 195             |

## Palmares
| Legenda                |
| ---------------------- |
| Grandslamtoernooi      |
| Olympische Spelen      |
| Year-End Championships |
| Tier I                 |
| Tier II                |
| Tier III               |
| Tier IV & V            |

### WTA-finaleplaatsen enkelspel
| nr.              | finale     | toernooi            | ondergrond | tegenstandster  | score         |         |
| ---------------- | ---------- | ------------------- | ---------- | --------------- | ------------- | ------- |
| gewonnen finales |            |                     |            |                 |               |         |
| 1.               | 1992-08-30 | WTA Schenectady     | hardcourt  | Brenda Schultz  | 7-6, 6-3      | details |
| 2.               | 2001-05-19 | WTA Antwerpen       | gravel     | Klára Koukalová | 6-3, 6-2      | details |
| verloren finales |            |                     |            |                 |               |         |
| 1.               | 1991-09-29 | WTA Sint-Petersburg | tapijt (i) | Larisa Neiland  | 6-3, 3-6, 4-6 | details |
| 2.               | 1993-08-01 | WTA San Marino      | gravel     | Marzia Grossi   | 6-3, 5-7, 1-6 | details |
| 3.               | 1995-02-26 | WTA Linz            | tapijt (i) | Jana Novotná    | 7-6, 3-6, 4-6 | details |

### WTA-finaleplaatsen vrouwendubbelspel
| nr.              | finale     | toernooi        | ondergrond    | partner             | tegenstandsters                     | score         |         |
| ---------------- | ---------- | --------------- | ------------- | ------------------- | ----------------------------------- | ------------- | ------- |
| gewonnen finales |            |                 |               |                     |                                     |               |         |
| 1.               | 1992-02-09 | WTA Essen       | tapijt (i)    | Katerina Maleeva    | Sabine Appelmans Claudia Porwik     | 7-5, 6-3      | details |
| 2.               | 2001-04-15 | WTA Estoril     | gravel        | Květa Hrdličková    | Tina Križan Katarina Srebotnik      | 3-6, 7-5, 6-1 | details |
| 3.               | 2002-02-23 | WTA Dubai       | hardcourt     | María Vento-Kabchi  | Sandrine Testud Roberta Vinci       | 6-3, 6-2      | details |
| verloren finales |            |                 |               |                     |                                     |               |         |
| 1.               | 1992-05-10 | WTA Rome        | gravel        | Katerina Maleeva    | Monica Seles Helena Suková          | 1-6, 2-6      | details |
| 2.               | 1993-08-01 | WTA San Marino  | gravel        | Florencia Labat     | Sandra Cecchini Patricia Tarabini   | 3-6, 2-6      | details |
| 3.               | 1993-08-29 | WTA Schenectady | hardcourt     | Florencia Labat     | Rachel McQuillan Claudia Porwik     | 6-4, 4-6, 2-6 | details |
| 4.               | 1996-07-21 | WTA Palermo     | gravel        | Florencia Labat     | Janette Husárová Barbara Schett     | 1-6, 2-6      | details |
| 5.               | 1996-10-27 | WTA Luxemburg   | tapijt (i)    | Dominique Van Roost | Kristie Boogert Nathalie Tauziat    | 6-2, 4-6, 2-6 | details |
| 6.               | 1997-01-12 | WTA Hobart      | hardcourt     | Dominique Van Roost | Naoko Kijimuta Nana Miyagi          | 3-6, 1-6      | details |
| 7.               | 2001-05-06 | WTA Hamburg     | gravel        | Květa Hrdličková    | Cara Black Jelena Lichovtseva       | 2-6, 6-4, 2-6 | details |
| 8.               | 2001-09-30 | WTA Leipzig     | tapijt (i)    | Květa Hrdličková    | Jelena Lichovtseva Nathalie Tauziat | 4-6, 2-6      | details |
| 9.               | 2002-04-14 | WTA Estoril     | gravel        | María Vento-Kabchi  | Jelena Bovina Zsófia Gubacsi        | 3-6, 1-6      | details |
| 10.              | 2002-10-27 | WTA Luxemburg   | hardcourt (i) | Květa Hrdličková    | Kim Clijsters Janette Husárová      | 6-4, 3-6, 5-7 | details |

## Resultaten grandslamtoernooien
| Legenda | Legenda                          |
| ------- | -------------------------------- |
| g.t.    | geen toernooi gehouden           |
| l.c.    | lagere categorie                 |
| –       | niet deelgenomen                 |
| G       | uitgeschakeld in de groepsfase   |
| 1R      | uitgeschakeld in de eerste ronde |
| 2R      | uitgeschakeld in de tweede ronde |
| 3R      | uitgeschakeld in de derde ronde  |
| 4R      | uitgeschakeld in de vierde ronde |
| KF      | uitgeschakeld in de kwartfinale  |
| HF      | uitgeschakeld in de halve finale |
| F       | de finale verloren               |
| W       | het toernooi gewonnen            |
| w-v     | winst/verlies-balans             |

### Enkelspel
| Toernooi        | 1991 | 1992 | 1993 | 1994 | 1995 | 1996 | 1997 | 1998 | 1999 | 2000 | 2001 | 2002 | 2003 | 2004 |
| --------------- | ---- | ---- | ---- | ---- | ---- | ---- | ---- | ---- | ---- | ---- | ---- | ---- | ---- | ---- |
| Australian Open | 2R   | 2R   | 3R   | 3R   | 1R   | 2R   | 1R   | 2R   | –    | 1R   | 4R   | 3R   | 1R   | –    |
| Roland Garros   | 1R   | 2R   | 3R   | 3R   | 1R   | 4R   | 1R   | 3R   | 2R   | 2R   | 2R   | 2R   | 1R   | 2R   |
| Wimbledon       | 1R   | 3R   | 2R   | 3R   | –    | 1R   | 2R   | 2R   | 2R   | 1R   | 2R   | 2R   | 1R   | –    |
| US Open         | 3R   | 1R   | 3R   | 3R   | 1R   | 3R   | 1R   | 1R   | 1R   | –    | 2R   | 1R   | 1R   | –    |

### Vrouwendubbelspel
| Toernooi        | 1991 | 1992 | 1993 | 1994 | 1995 | 1996 | 1997 | 1998 | 1999 | 2000 | 2001 | 2002 | 2003 | 2004 |
| --------------- | ---- | ---- | ---- | ---- | ---- | ---- | ---- | ---- | ---- | ---- | ---- | ---- | ---- | ---- |
| Australian Open | 1R   | 2R   | 1R   | 1R   | 1R   | –    | 3R   | 2R   | –    | 1R   | 1R   | 2R   | 3R   | –    |
| Roland Garros   | –    | 3R   | 1R   | –    | –    | –    | 1R   | 2R   | 1R   | 2R   | 3R   | 2R   | 1R   | 1R   |
| Wimbledon       | –    | 3R   | 1R   | 2R   | –    | –    | 2R   | 1R   | 2R   | 2R   | 3R   | 1R   | 2R   | 1R   |
| US Open         | –    | 1R   | 2R   | 1R   | –    | 2R   | 1R   | 1R   | 2R   | 2R   | 3R   | 1R   | 1R   | –    |

### Gemengd dubbelspel
| Toernooi        | 1997 | 1998 | 1999 | 2000 | 2001 | 2002 | 2003 |
| --------------- | ---- | ---- | ---- | ---- | ---- | ---- | ---- |
| Australian Open | –    | –    | –    | –    | –    | –    | –    |
| Roland Garros   | 3R   | 1R   | –    | –    | –    | 1R   | –    |
| Wimbledon       | 3R   | –    | KF   | 1R   | 3R   | 1R   | 2R   |
| US Open         | –    | –    | –    | –    | –    | –    | –    |